# Mistrzostwa Europy w Lekkoatletyce 1969 – rzut dyskiem mężczyzn

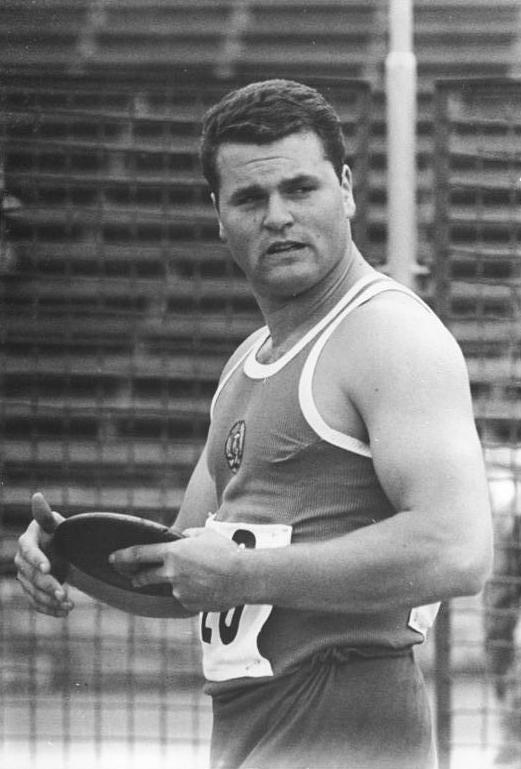
Hartmut Losch

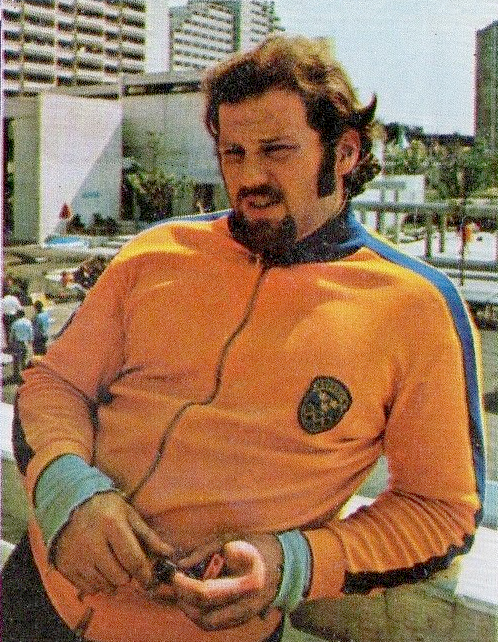
Rickard Bruch

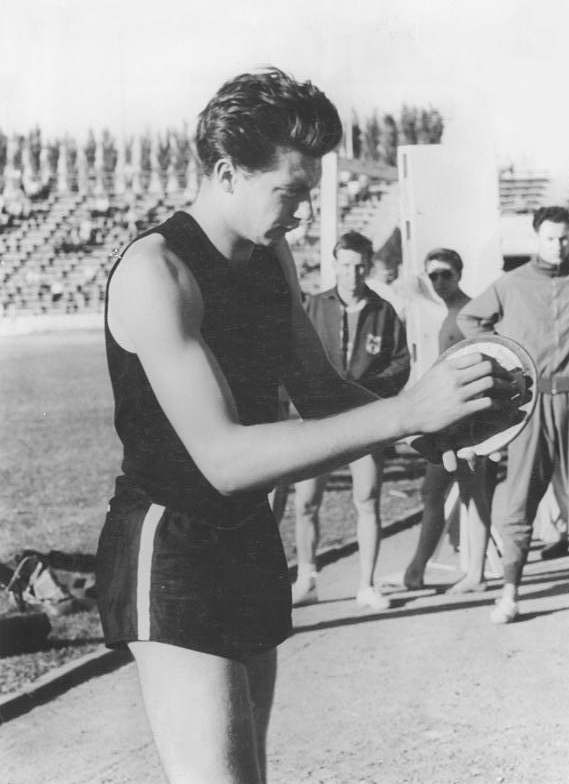
Lothar Milde

Rzut dyskiem mężczyzn był jedną z konkurencji rozgrywanych podczas IX Mistrzostw Europy w Atenach. Kwalifikacje rozegrano 16 września, a finał 18 września 1969. Zwycięzcą tej konkurencji został reprezentant Niemieckiej Republiki Demokratycznej Hartmut Losch. W rywalizacji wzięło udział dwudziestu zawodników z dwunastu reprezentacji.

## Rekordy
| Rekord świata     | Jay Silvester (USA)  | 68,40 | Reno, Stany Zjednoczone       | 18.09.1968 |
| Rekord Europy     | Ludvík Daněk (CSK)   | 66,48 | Long Beach, Stany Zjednoczone | 08.06.1969 |
| Rekord mistrzostw | Vytautas Jaras (SUN) | 57,54 | Budapeszt, Węgry              | 03.09.1966 |

## Wyniki

### Kwalifikacje
| Miejsce | Zawodnik              | Wynik | Uwagi |
| ------- | --------------------- | ----- | ----- |
| 1       | Hartmut Losch         | 59,86 | Q CR  |
| 2       | Ferenc Tégla          | 58,42 | Q     |
| 3       | Lothar Milde          | 58,40 | Q     |
| 4       | Ludvík Daněk          | 58,14 | Q     |
| 5       | Rickard Bruch         | 58,00 | Q     |
| 6       | Władimir Liachow      | 57,66 | Q     |
| 7       | Edmund Piątkowski     | 56,70 | Q     |
| 8       | Kaj Andersen          | 55,46 | Q     |
| 9       | Günter Schaumburg     | 55,36 | Q     |
| 10      | Jaroslav Vidrna       | 54,54 | Q     |
| 11      | Edy Hubacher          | 53,88 | Q     |
| 12      | Géza Fejér            | 53,44 | Q     |
| 13      | Jouko Montonen        | 53,38 | Q     |
| 14      | Bill Tancred          | 53,30 |       |
| 15      | Zbigniew Gryżboń      | 50,70 |       |
| 16      | Erlendur Valdimarsson | 49,84 |       |
| 17      | János Murányi         | 49,76 |       |
| 18      | Pete Tancred          | 48,24 |       |
| –       | Pentti Kahma          | NM    |       |
| –       | Nikolaos Tsiaras      | NM    |       |

### Finał
| Miejsce | Zawodnik          | Wynik | Uwagi |
| ------- | ----------------- | ----- | ----- |
| 1       | Hartmut Losch     | 61,82 | CR    |
| 2       | Rickard Bruch     | 61,08 |       |
| 3       | Lothar Milde      | 59,34 |       |
| 4       | Ludvík Daněk      | 59,30 |       |
| 5       | Władimir Liachow  | 59,10 |       |
| 6       | Ferenc Tégla      | 58,18 |       |
| 7       | Günter Schaumburg | 57,88 |       |
| 8       | Kaj Andersen      | 56,26 |       |
| 9       | Jaroslav Vidrna   | 55,70 |       |
| 10      | Géza Fejér        | 55,64 |       |
| 11      | Edy Hubacher      | 54,12 |       |
| 12      | Edmund Piątkowski | 53,64 |       |
| 13      | Jouko Montonen    | 53,46 |       |